# 官办非政府组织
官办非政府组织（英語：Government organized non-governmental organization，GONGO）是一种由政府设立的非政府组织。其或是以非政府组织的形式运行，以便获取外部援助；或是解决与国内工作或国际关系有关的具体问题。

## 中华人民共和国的官办非政府组织
在中华人民共和国，广义上的官办非政府组织大致可分为三类：
1. 作为中国人民政治协商会议界别的“八个人民团体”[註 1]，以及其他由中央机构编制部门登记的20余个群众团体[註 2]。在组织机制上，这类人民团体和群众团体不需要在民政部门登记，而使用行政编制、参照公务员法管理，接受财政拨款。
2. 在民政部门注册登记、有财政拨款、有核定编制的社会组织。
3. 在民政部门注册登记的，可能有少量或没有财政拨款，或本身没有行政事业编制，但在不同程度上具有业务主管单位发起、领导干部任职、决策权不完全在组织治理结构、兼具人事安排和行政辅助等目标。[2]

总的来看，中华人民共和国现有的官办非政府组织普遍官僚化严重，效率低下，多数没有起到NGO或GONGO所应起到的作用。